# روان داونينج
روان داونينج (بالإنجليزية: Rowan Downing)‏ هو محام بالقضاء العالي وقاضي أسترالي، ولد في 20 نوفمبر 1952 في ملبورن في أستراليا.